# ارکیده خورشیدی لیمویی
ارکیده خورشیدی لیمویی (نام علمی: Thelymitra antennifera) نام یک گونه از سرده ارکیده‌های خورشیدی است.